# Adixoa leucocyanea
Adixoa leucocyanea is een vlinder uit de familie wespvlinders (Sesiidae), onderfamilie Sesiinae.
Adixoa leucocyanea is voor het eerst wetenschappelijk beschreven door Zukowsky in 1929. De soort komt voor in het Oriëntaals gebied.